# Melithreptus validirostris
Melithreptus validirostris là một loài chim trong họ Meliphagidae.
Đây là một trong hai loài thuộc chi Melithreptus loài đặc hữu của Tasmania. Môi trường sống tự nhiên của chúng là rừng ôn đới.